# Ácido gálico
El ácido gálico es un ácido orgánico también conocido como ácido 3,4,5-trihidroxibenzoico, que se encuentra en las agallas, en las hojas de té, en la corteza de roble y otras plantas. La fórmula química es C6H2(OH)3COOH. El ácido gálico se encuentra tanto en su forma libre como formando parte de taninos. Las sales y los ésteres del ácido gálico se denominan galatos. Su nombre se refiere a las agallas donde se lo encuentra y no al elemento galio.
Tiene usos en la industria farmacéutica como patrón para determinar el contenido de fenoles de diversos analitos mediante el reactivo de Folin-Ciocalteu; los resultados se anotan como equivalentes de ácido gálico. También se puede utilizar para sintetizar el alcaloide alucinógeno mescalina o 3,4,5-trimetoxifenetilamina.
El ácido gálico es una de las sustancias que han sido empleadas por Angelo Mai y otros investigadores de palimpsestos con el fin de borrar la capa superior de texto y revelar manuscritos ocultos. Mai fue el primero en emplearlo, pero lo hizo "torpemente", dañando a menudo los manuscritos.[cita requerida]